# Maylandia fainzilberi
Maylandia fainzilberi (Synonyme: Metriaclima fainzilberi, Pseudotropheus fainzilberi) ist eine afrikanische Buntbarschart die endemisch im nordöstlichen Teil des ostafrikanischen Malawisee an Sand- und Geröllküsten vorkommt.

## Merkmale
Maylandia fainzilberi hat einen langgestreckten und seitlich leicht abgeflachten Körper und kann eine Länge von 13 cm erreichen. Das Maul ist groß und kann durch die verdickten Lippen nicht vollständig geschlossen werden, ähnlich wie bei den Petrotilapia-Arten. Männchen sind hellblau und zeigen auf den Körperseiten sechs bis sieben schwarze bis dunkelbraune Querbänder. Die Farbintensität dieser Bänder nimmt nach hinten immer mehr ab. Bauch und Brust sind gelblich. Die Schnauze ist schwarz, die Augen sind durch eine schwarze Stirnbinde verbunden. Der hintere Abschnitt der Rückenflosse ist gelblich und mit zahlreichen gelborangen Punkten gemustert. Die bläuliche Afterflosse trägt vier bis sechs gelbe, schwarz umrandete Eiflecke. Der hintere Abschnitt der Schwanzflosse ist leicht gelblich. Weibchen und Jungtiere sind blaugrau und ihre Querbänder sind nur schlecht sichtbar.
- Flossenformel: Dorsale XVII/8–9, Anale III/8.
- Schuppenformel: mLR 30, SL I 22, SL II 12.

Maylandia fainzilberi ist wie alle Mbuna-Arten ein ovophiler Maulbrüter, bei dem des Weibchens die Brutpflege übernimmt. Männchen sind polygam.